# Miracle (песня Паулы Селинг и Ови)
«Miracle» (Чудо) — песня в исполнении Паулы Селинг и Ови, с которой они представляли Румынию на конкурсе песни «Евровидение-2014». Паула и Ови ранее принимали участие в Евровидении 2010 с песней «Playing With Fire», заняв третье место.
Песня была выбрана 1 марта 2014 года путём национального отбора, который позволил Пауле и Ови представить свою страну на международном конкурсе песни «Евровидение-2014», который прошёл в Копенгагене, Дания. «Miracle» вошла в альбом Ови A Bit of Pop Won’t Hurt Anyone, анонсированный 5 мая 2014 года.
Во втором полуфинале конкурса дуэт набрал 125 баллов (2-й результат) и прошёл в финал. В финале песня заняла 11-е место.

## Позиции в чартах

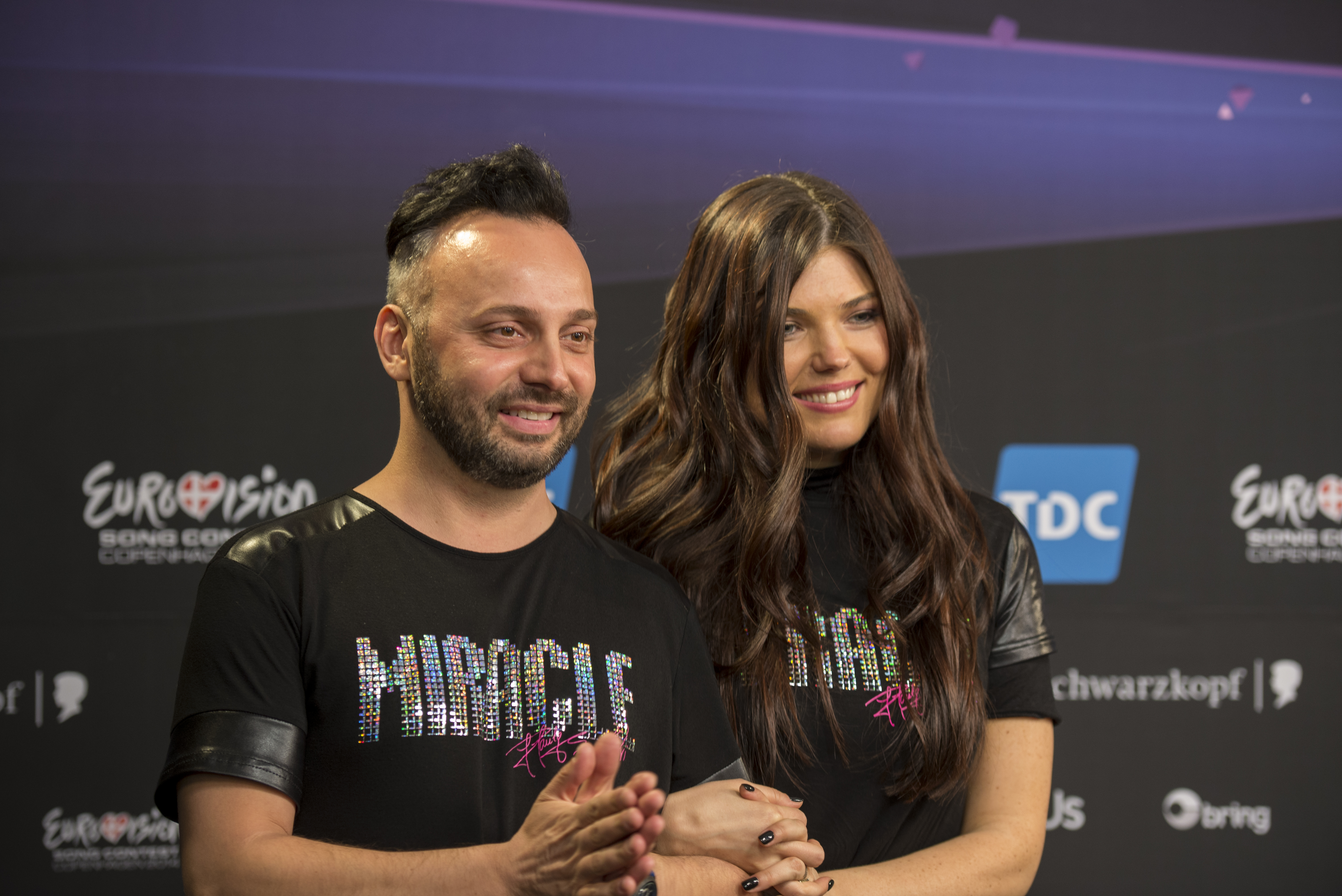
Евровидение 2014

| Чарт (2014)                                | Наивысшая позиция |
| ------------------------------------------ | ----------------- |
| Бельгия/Фландрия (Ultratip Bubbling Under) | 73                |
| Ирландия (IRMA)                            | 88                |
| UK Singles Chart                           | 174               |